# Župnišče
Župnišče, arhaično tudi farovž (iz nemško Pfarrhaus – župnišče), ali tudi župnijski dom in župnijski center, imenujemo zgradbo, ki predstavlja uradni sedež župnije. Služi kot stanovanje za duhovnika, za pisarno župnijskega urada in njegov arhiv in druge prostore pastoralnih dejavnosti, kot so veroučna učilnica, soba za seminarje oziroma sestanke, včasih tudi večnamenska dvorana, glasbena soba za vaje pevskih ali glasbenih skupin, ali prostori za Karitas ali skavte in drugo. Včasih imajo župnije, posebej večje, več župnijskih stavb. Tak primer je Nadžupnija Slovenske Konjice, ki ima poleg župnišča tudi župnijski dom, ali Župnija Brežice, ki ima tudi »Slomškov dom«. Nekatere zgodovinsko pomembne in bogate župnije so si za župnišča zgradila prave dvorce z notranjim dvoriščem (pomožnosti arkadnim). Mednje spadajo poleg že omenjenega župnišča v Slovenskih Konjicah tudi župnišče v Laškem ali v Radovljici.
Župnišča se največkrat nahajajo v neposredni bližini župnijskih cerkva, pri čemer se s samo zgradbo cerkve ne stikajo. Redko se objekta tudi držita skupaj in sestavljata homogeno stavbno celoto. Tak primer je cerkev sv. Mihaela v Pišecah. Pri modernističnih sakralnih objektih 20. stoletja se je uveljavila zasnova enotne zgradbe s cerkvijo in župniščem oziroma župnijskim centrom pod eno streho. Med značilne primere sodijo:
- Cerkev sv. Cirila in Metoda, Maribor
- Cerkev sv. Duha, Celje
- Cerkev sv. Janeza Boska, Maribor
- Sostolnica Kristusa Odrešenika, Nova Gorica
- Cerkev sv. Lovrenca, Lokavec
- Cerkev sv. Marka, Koper
- Cerkev Marije rožnovenske, Portorož
- Cerkev Marijinega Brezmadežnega Srca, Loke pri Zagorju.

V zgodovini so župnije zaradi oddaljenosti nekaterih podružnic ali zaradi ustanovitve posebnih duhovnij, lokalij, kaplanij ali vikariatov kot teritorialnih podenot župnije ob podružnicah zgradile tudi kaplanijo ali mežnarijo. Slednje običajno niso služile za pastoralne dejavnosti, ampak zgolj za duhovnikovo začasno prenočišče in za prostore za hrambo cerkvenih bogoslužnih predmetov in drugih stvari, potrebnih za vzdrževanje cerkve. V novejšem času se kaplanije in mežnarije opuščajo vsled ukinjenih omenjenih podenot in pa sodobnih prometnih sredstev in dobrih cestnih povezav in s tem boljše in hitrejše dostopnosti.

## Galerija
- Župnišče v Artičah
- Župnišče v Benediktu
- Župnišče v Križevcih pri Ljutomeru
- Evangeličansko župnišče v Murski Soboti
- Župnišče v Naklem
- Župnišče na Ptuju
- Notranje dvorišče župnijskega dvorca v Radovljici
- Župnišče v Spodnjih Dupljah
- Župnišče v Škocjanu
- Cerkev sv. Mihaela, Pišece, z župniščem
- Cerkev sv. Mihaela, Sečovlje, z župniščem
- Sostolnica Kristusa Odrešenika, Nova Gorica, z župniščem
- Stara kaplanija pri podružnični cerkvi sv. Vida, Bizeljsko
- Mežnarija pri cerkvi Povišanja sv. Križa, Srednja Dobrava